# Tieber László
Tieber László (született: Tiber László; Sárszentmihály, 1949. augusztus 30. –) válogatott labdarúgó, csatár, balszélső.

## Pályafutása

### A válogatottban
1978 és 1979 között 2 alkalommal szerepelt a válogatottban és 2 gólt szerzett. Kétszeres utánpótlás válogatott (1969, 1 gól), kétszeres olimpiai válogatott (1979–80), egyszeres B-válogatott (1980, 1 gól), négyszeres egyéb válogatott (1978–80).

## Sikerei, díjai
- Magyar bajnokság
  - 2.: 1975–76
- Magyar kupa (MNK)
  - győztes: 1984
  - döntős: 1982

## Statisztika

### Mérkőzései a válogatottban
| Magyarország | Magyarország         | Magyarország                   | Magyarország | Magyarország | Magyarország | Magyarország       | Magyarország | Magyarország |
| #            | Dátum                | Helyszín                       | Hazai        | Eredmény     | Vendég       | Kiírás             | Gólok        | Esemény      |
| ------------ | -------------------- | ------------------------------ | ------------ | ------------ | ------------ | ------------------ | ------------ | ------------ |
| 1.           | 1978. szeptember 20. | Helsinki, Olimpiai Stadion     | Finnország   | 2 – 1        | Magyarország | Eb-selejtező       | 1            | 74'          |
| 2.           | 1979. március 28.    | Budapest, Népstadion           | Magyarország | 3 – 0        | NDK          | barátságos         | 1            | 59' 60'      |
|              | 1979. május 30.      | Miskolc-Diósgyőr, DVTK-stadion | Magyarország | 3 – 0        | Románia      | olimpiai selejtező | -            | 47'          |
|              | Összesen             |                                |              | 2            | mérkőzés     |                    | 2            | gól          |